# Leo De Crignis
Leonardo „Leo“ De Crignis (geboren am 12. Juli 1952 in Ravascletto) ist ein ehemaliger italienischer Skispringer und Nordischer Kombinierer, der in diesen Sportarten schließlich auch als Trainer und Schiedsrichter tätig war.

## Werdegang
1976 nahm er am Skisprungwettbewerb der Olympischen Winterspiele 1976 teil und belegte im Einzelwettbewerb von der Großschanze den 49. und von der Normalschanze den 50. Platz. 1978 gewann er die Silbermedaille der italienischen Skisprungmeisterschaften. Ohne großen Erfolg nahm er an internationalen Wettbewerben teil und nahm unter anderem an der Vierschanzentournee, den Skispielen in Lahti, den schwedischen Skispielen, der Schweizermeisterschaft und der Schwarzwaldtournee teil.
De Crignis trainierte auch die Nordische Kombination. In dieser Disziplin gewann er zweimal Silbermedaillen bei den nationalen Meisterschaften – 1972 und 1973 belegte er den 2. Platz.
Nach dem Ende seiner Profikarriere wurde er Skisprungtrainer. Sein „Schüler“ war unter anderem Andrea Morassi. Er arbeitete im Stab der italienischen Skisprung-Nationalmannschaft und arbeitete unter anderem mit Hannu Lepistö zusammen und Roberto Cecon. Im Sommer 2008 übernahm er das Traineramt der italienischen A-Mannschaft und löste Cecon in dieser Funktion ab, übte dieses Amt jedoch nur bis zum Ende der Saison 2008/2009 aus.
De Crignis war auch ein internationaler Schiedsrichter. Während der Olympischen Winterspiele 2006 richtete er sowohl den Wettbewerb der Skispringer als auch der Nordischen Kombination.